# オニシモツケ
オニシモツケ（鬼下野、学名： Filipendula camtschatica  ）はバラ科シモツケソウ属の多年草。別名、ケナシオニシモツケ、ウスゲオニシモツケ。

## 特徴
高さは1.5-2.0mになる。葉は茎に互生し、奇数羽状複葉で葉柄があり、頂小葉は大きく15-25cmになり、掌状に5裂する。葉柄に付く側小葉は小さく目立たないが、葉柄の付け根にある托葉は茎を耳状に抱き目立つ。花期は6-8月で、白色かときに淡赤紫色の小さな5弁花を散房状につけ、花序には短毛が密生するのが特徴とされる。
花序に毛が無いものをケナシオニシモツケ（F. kamtschatica f. glabra）、毛の少ないものをウスゲオニシモツケ（F. kamtschatica f. pilosa）と区別する場合もある。

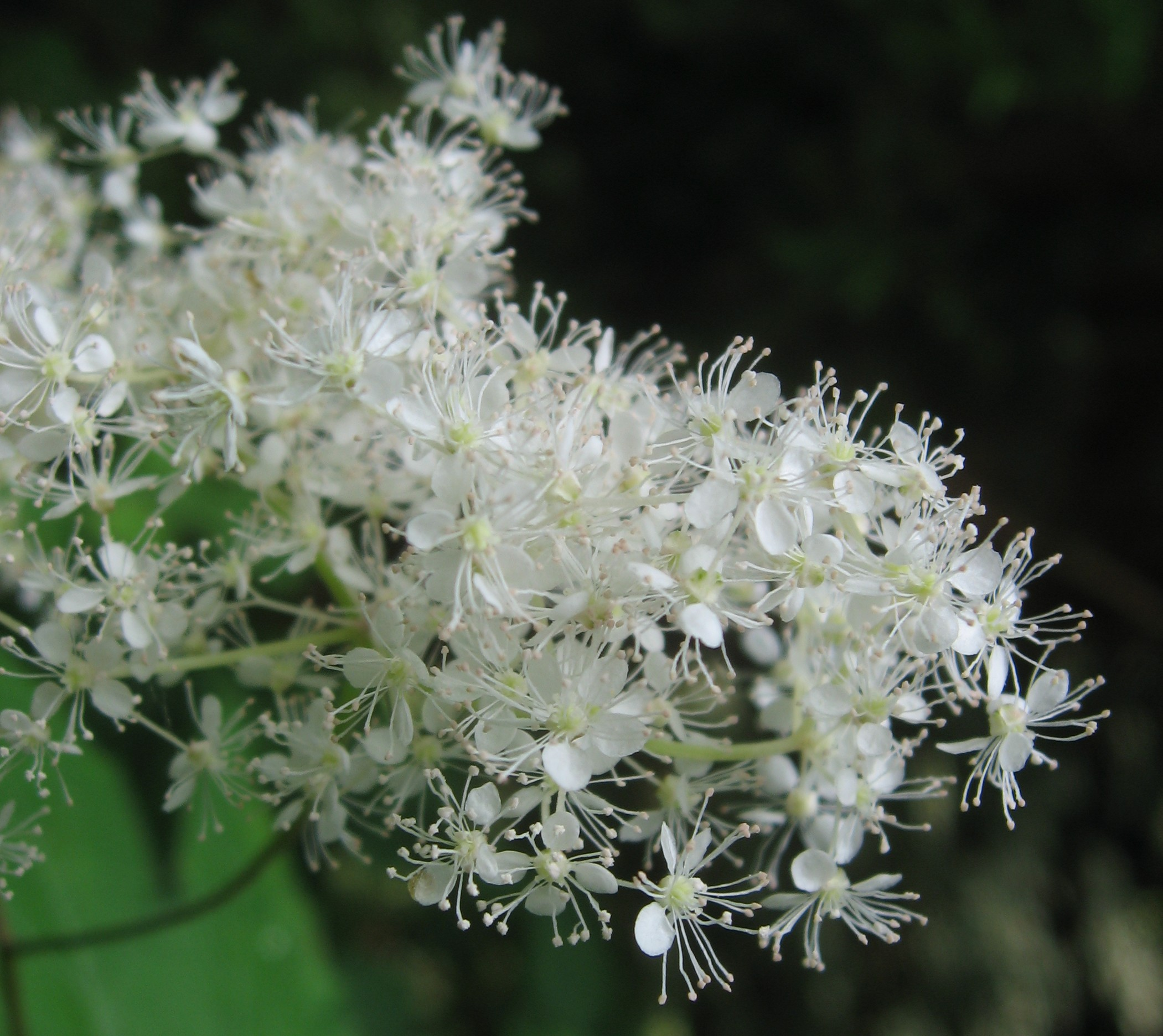

## 分布と生育環境
日本では、北海道、本州の中部以北に、東アジアでは、樺太、千島、カムチャツカに分布し、山地から深山の沢沿いや、やや湿った場所に自生する。

## 近縁種
- シモツケソウ（下野草）　Filipendula multijuga
- アカバナシモツケソウ（赤花下野草）　Filipendula multijuga var. ciliata
- エゾノシモツケソウ（蝦夷下野草）　Filipendula glaberrima
- キョウガノコ（京鹿の子）　Filipendula purpurea
- コシジシモツケソウ（越路下野草）　Filipendula auriculata